# В ожидании вечности
«В ожидании вечности» (англ. Waiting for Forever) — художественный фильм режиссёра Джеймса Кича с Томом Старриджем и Рейчел Билсон в главных ролях.

## Сюжет
Лучшие друзья детства Уилл и Эмма не виделись уже много лет. Но так считает лишь она. Для Уилла же она всегда была самым важным человеком в жизни. Считая, что они навсегда связаны, парень повсюду следует за ней. У него нет ни дома, ни машины, ни постоянной работы. Однажды Уилл узнаёт, что рассорившаяся с женихом Эмма, узнав о смертельной болезни отца, решает вернуться в родной город, оставив успешную карьеру телезвезды. Парень считает, что это его шанс наконец встретиться с девушкой мечты и раскрыть ей свои чувства.

## В ролях
- Том Старридж — Уилл Доннер
- Рейчел Билсон — Эмма Твист
- Блайт Даннер — Миранда Твист, мать Эммы
- Ричард Дженкинс — Ричард Твист, отец Эммы
- Скотт Мекловиц — Джим, брат Уилла
- Джейми Кинг — Сьюзан, жена Джима
- Миа О’Нилл — Эмма в детстве
- Келлетт Кук — Уилл в детстве
- Никки Блонски — Долорес
- Нельсон Франклин — Джо
- Мэттью Дэвис — Аарон